# M3G
M3G (порт. Marx, Mao, Marighella e Guevara) — бразильская леворадикальная организация, боровшаяся с военной диктатурой в стране.
M3G была основана в 1969 году в Порту-Алегри Эдмуром Периклешом ди Камарго, связанным с Маригеллой. Организация существовала до 1970 года, когда была разгромлена спецслужбами.
Однако в том же году Эдмур, в числе других политзаключённых был обменян на швейцарского посла и перебрался в Чили. По некоторым источникам он был убит там в ходе военного переворота в 1973 году.